# Arqueologia digital
A arqueologia digital é a aplicação da tecnologia da informação e da mídia digital à arqueologia. Inclui o uso de tecnologias como fotografia digital, reconstrução 3D, realidade virtual e sistemas de informação geográfica. A arqueologia computacional inclui métodos analíticos baseados em computador e pode ser considerada um subcampo da arqueologia digital e virtual.

## Conceito geral
O uso da tecnologia digital para a realização de pesquisas arqueológicas permite a coleta de dados sem invasão ou destruição dos sítios arqueológicos e do patrimônio cultural que eles possuem, auxiliando na preservação dos dados arqueológicos. Foi assim que muitos dos primeiros sítios arqueológicos foram descobertos em profundidade. As aplicações desta tecnologia ajudaram na reconstrução de monumentos históricos e artefatos como cerâmica, fósseis da pré-história, restos mumificados.
À medida que a Tecnologia de Informação e a Comunicação disponível no campo da arqueologia se desenvolve através de vários avanços tecnológicos, os arqueólogos são capazes de obter mais acesso a essas tecnologias, permitindo que maiores quantidades de dados arqueológicos sejam elas documentadas e analisadas com precisão. A tecnologia atualmente disponível tem permitido que os dados sejam disseminados, processados e fornecidos de forma eficiente aos arquivos públicos, com o uso de técnicas de vigilância em campo permitindo que uma maior quantidade de análise de dados em campo seja realizada por arqueólogos.

### Preservação do patrimônio digital
No desenvolvimento de novas tecnologias, vem novas formas de se expressar. Hoje já é importante parte do patrimônio cultural e intelectual a materialidade digital, Documentos que são necessários para um melhor conhecimento da trajetória humana em diversos aspectos sendo eles históricos, artísticos, ideológicos políticos ou religiosos. Este patrimônio pode ser gerado de diversos processos com igualmente diversas razões.  O crescimento exponencial desse novo tipo de informação, traz desafios no momento de geri-lo, mas, A preservação digital tem sido uma preocupação crescente com os profissionais que trabalham com informação incluindo os arqueólogos que vem adotando estratégias especificas para este acervo. Fora os dados, há uma preocupação com o próprio material tecnológico, que é representado por um conjunto de objetos com necessidades de conservação especificas.

### Estudo das materialidades virtuais
Como já instituído a informação digital pode trazer uma parcela importante no entendimento acerca do patrimônio cultural e intelectual. A existência de mundos virtuais permite a emergência de comunidades com seus próprios mitos baseando-se na arquitetura dos seus mundos, como um mito de criação.

## História
A utilização arqueológica dos computadores, tal como foi definida por George L. Cowgill em 1967, ganhou terreno no final da década de 1950, impulsionada por algumas experiências isoladas de utilização de cartões perfurados triados à máquina. Como disciplina tipicamente humanística, a arqueologia foi abalada pela intervenção das ciências físicas, matemáticas e naturais, que logo após a Segunda Guerra Mundial foram assumindo um papel cada vez mais crucial como ferramentas de pesquisa e conhecimento.
A ciência e a tecnologia passaram a se inserir na arqueologia, renovando profundamente seus métodos de investigação e transformando sua estrutura dentro de um movimento dinâmico quantitativo que afetou muitos outros campos das Ciências Humanas e Sociais. Durante a década de 1960, a Nova Arqueologia se desenvolveu como um movimento cultural: seus precursores, em particular Lewis R. Binford, reivindicavam que os computadores, como em outras ciências exatas, deveriam se tornar uma ferramenta indispensável para o processamento automático de dados arqueológicos e antropológicos.
A análise de artefatos arqueológicos, principalmente os pertencentes à Pré-História, vislumbrou o uso pioneiro de computadores através da aplicação de técnicas matemáticas e estatísticas. Muitas vezes, os métodos eram emprestados de outras áreas de pesquisa, como ciências naturais, geografia e psicologia, e depois atualizados para responder às necessidades específicas da arqueologia.
A relação entre as “duas culturas” foi complexa e por vezes conflituosa, como acontece frequentemente quando diferentes abordagens se encontram e colidem para encontrar caminhos comuns. No entanto, o experimento foi bem-sucedido e deu origem a desenvolvimentos unitários e caminhos inovadores de investigação científica, nos quais a tecnologia da informação teve um grande impacto nas metodologias tradicionais de pesquisa.
A arqueologia digital  vem se desenvolvendo desde meados da década de 1960 mas é um campo de estudo recente no Brasil, que reúne pesquisadores por todo o país. A partir dos anos 2000, a arqueologia digital avançou em dois campos principais: o primeiro com renderizações de vídeos com modelos 3D.
A Arqueologia Digital consiste em preservar e divulgar os achados arqueológicos no processo de uma escavação, sejam de estruturas arquitetônicas, sítios arqueológicos ou objetos encontrados, utilizando diferentes fontes de informação e comunicação. Desde informações geográficas, fotos aéreas, panorâmicas em 360 graus, exames a laser, modelagem computacional, análise estatísticas. Todas essas informações geradas possibilitarão uma maior precisão, portabilidade e facilidade de análise e a construção do conhecimento bilateral, interligando de forma mais ampla a Arqueologia com o restante do mundo.
A Arqueologia digital é um conjunto de técnicas e métodos usados por arqueólogos utilizando-se computadores.  Abrange diversos métodos e objetivos que vão da criação de acervos digitais à educação patrimonial e difusão do trabalho científico.

### No Brasil

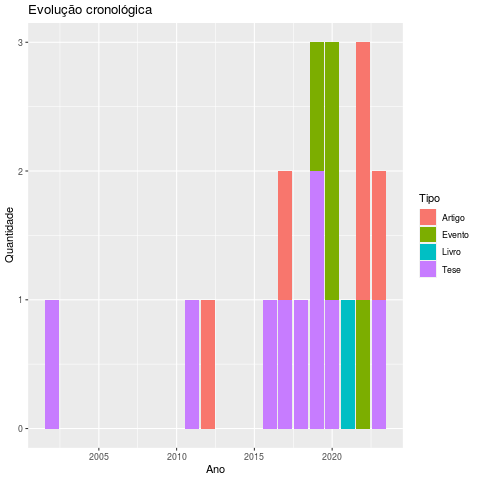
Evolução cronológica da produção no Brasil

A história da Arqueologia Digital está ligada ao próprio desenvolvimento da Arqueologia paralelamente à difusão da tecnologia,  isso não apenas no cenário mundial, como também no cenário brasileiro. O fazer arqueológico ainda em meados dos anos de 1990 era basicamente analógico: registros sendo feitos em papéis, câmeras com quantidade limitada de filmes e mapas cujas folhas eram sobrepostas para o acréscimo de informações. Apesar de na época já existirem computadores com a possibilidade de organizar e armazenar esses dados, a questão da logística para o uso desses computadores, o financiamento e a própria formação do Arqueólogo foram pontos de dificuldade na inserção da tecnologia digital dentro das pesquisas. A logística e o financiamento estão relacionadas a possibilidade do uso de máquinas tecnológicas que estejam dentro do fomento que uma pesquisa possui, transporte, guarda, rede elétrica, tendo em vista que muitos dos trabalhos arqueológicos são realizados em áreas nas quais muitas vezes ficam mais distanciadas dos centros urbanos, ou até de locais protegidos das intempéries da natureza. Além desses pontos, existe a questão relacionada ao conhecimento de uso das máquinas tecnológicas.
Aqui se coloca em evidência a relação entre um desenvolvimento intensivo da tecnologia versus a especialização do profissional de arqueologia para usar essas tecnologias.  Atualmente existem 14 graduações de arqueologia em funcionamento no país, e a partir de uma pesquisa realizada por Silva Neta, verificou-se que existem no total 42 disciplinas que estão ligadas ao uso da tecnologia dentro da disciplina arqueológica. Apesar de animador, ainda é um montante que demonstra que essa especialização está ainda nos passos iniciais na formação do arqueólogo.

## Métodos e aplicações

### Fotogrametria
A fotogrametria pode ser dividida em: fotogrametria métrica – sendo o trabalho quantitativo determinado pela posição de pontos do terreno, distâncias e diferenças de níveis; e fotogrametria interpretativa ou fotointerpretação – imagens analisadas qualitativamente com identificação de objetos. A fotogrametria métrica ainda pode ser subdividida em: 1) os processos terrestres – fotografias em solo tiradas de pontos fixos com coordenadas pré-estabelecidas; e 2) a fotogrametria aérea – fotografias tiradas em cima do local escolhido utilizando meios de transportes aéreos ou drones. (Tommaselli, 2009).
A fotogrametria proporciona uma nova perspectiva para conhecer e valorizar o patrimônio arqueológico. Suas imagens tridimensionais ajudam a promover novas formas para divulgar o conhecimento sobre os sítios arqueológicos que sofreram intervenções variadas em atividades de campo e que podem ser utilizados nas ações de Educação Patrimonial, valorizando a história e a memória da região. Esses modelos tridimensionais possibilitam planejar coletivamente outras formas de conhecimento, fornecendo uma qualidade maior dos registros e auxiliando também na interpretação dos dados arqueológicos (Lima & Landa, 2022).

### Fotografia aérea
Aerofotografia ou fotografia aérea é a atividade de registro de imagens do solo, a partir de uma posição elevada ou diretamente acima do objeto, por meio de câmera fotográfica levada ou instalada em aeronaves como aviões, planadores, helicópteros, VANTS, balões, dirigíveis, e também foguetes, pombos, pipas, paraquedas, satélites, estações espaciais, etc. Fotografias aéreas são de grande importância nas áreas de cartografia, estudos hidrológicos, agricultura, monitoramento ambiental e em operações militares. A atividade pode ser profissional com equipamento homologado ou amadora como câmeras comuns levadas por passageiros ou tripulantes em aeronaves ou VANTS civis.

#### Sistemas de informação geográfica
Um sistema de informação geográfica (SIG), também conhecido como GIS (acrónimo/acrônimo inglês de geographic information system), é um sistema de hardware, software, informação espacial, procedimentos computacionais e recursos humanos que permite e facilita a análise, gestão ou representação de informação geográfica.

### Modelagem 3D
Em Ciência da computação, modelagem tridimensional (português brasileiro) ou modelação tridimensional (português europeu) (ou 3D) é o processo de desenvolvimento de uma representação matemática de qualquer superfície tridimensional de um objeto (seja inanimado ou vivo), através de software especializado. O produto é chamado de modelo tridimensional.

### Realidade virtual
Realidade virtual (RV) é uma tecnologia de interface entre um usuário e um sistema operacional através de recursos gráficos 3D cujo objetivo é criar a sensação de presença em um ambiente virtual criado por técnicas computacionais diferente do real (ambiente virtual 3D). Para isso, essa interação é realizada em tempo real, com o uso de técnicas e de equipamentos computacionais que ajudem na ampliação do sentimento de presença do usuário no ambiente virtual. Esta sensação de presença é usualmente referida como imersão.

#### Realidade aumentada
Designa-se Realidade Aumentada (RA) a integração de elementos ou informações virtuais a visualizações do mundo real através de uma câmera e com o uso de sensores de movimento como giroscópio e acelerômetro. O uso mais popular da realidade aumentada é o entretenimento através dos filtros para fotos em aplicativos móveis de redes sociais e jogos como o Pokémon GO. A realidade aumentada é utilizada de muitas formas nas áreas do ensino, design de produtos, ações de marketing, em treinamento e suporte em plantas industriais, entre outros. O uso de vídeos transmitidos ao vivo digitalmente processados e "ampliados" pela adição de gráficos criados pelo computador também podem ser considerados como um tipo de realidade aumentada. Um usuário da RA pode utilizar óculos translúcidos ou câmeras acopladas a um dispositivo computacional, e através destes, poderá ver o mundo real bem como imagens geradas por computador projetadas no mundo.

### Archaeogaming
Arqueojogos (Archeogaming) é um cenário dentro da arqueologia que, de modo geral, considera o estudo da disciplina dentro dos videogames, assim como seu uso para responder a interesses arqueológicos. Com isso, ele pode incluir, mas não se limita, a escavação física de disco rígidos (hardwares) dos equipamentos, o uso de métodos arqueológicos ou o estudo crítico de como a disciplina é representada nesses universos. A aplicação de realidade virtual e aumentada em arqueologia também podem ser discutidas nessa rubrica.

## Laboratórios e grupos de pesquisas

### LARP
O Laboratório de Arqueologia Romana e Provincial do Museu de Arqueologia e Etnologia da Universidade de São Paulo foi pioneiro nas pesquisas envolvendo o digital e a arqueologia. Criado em 2011, o laboratório possui seis áreas de interesse: Ciberarqueologia, Arquitetura e Urbanismo, Economia, Paisagem e Território, Religião e Práticas Mortuárias e Arqueometria.
Possui diversos materiais com interatividade 3D disponíveis para download podendo ser utilizados em sala de aula como suporte didático, com a temática principal abordando o contexto romano. Além disso, disponibiliza o jogo “O Último Banquete em Herculano” que possui um Manual Didático para auxiliar os interessados, sobretudo profissionais da educação com informações importantes sobre contexto arqueológico, atividades sobre o jogo e um glossário dos termos principais.

### ARISE
O ARISE  - Arqueologia Interativa e Simulações Eletrônicas - é um grupo de pesquisa do CNPQ, criado no ano de 2017, vinculado ao Museu de Arqueologia e Etnologia da USP (MAE-USP) que "tem por objetivo fomentar a análise acadêmica de mídias eletrônicas interativas (jogos eletrônicos, serious games, simulações digitais), bem como produzir materiais que versam sobre arqueojogos e instalações interativas voltadas para museus e instituições de ensino." A equipe vem desenvolvendo uma série de atividades no âmbito da Arqueologia Digital, Ciberarqueologia e Archaeogaming, tais como:
1. Entrevistas: foram realizadas diversas entrevistas com as mais variadas temáticas do mundo do digital que englobam: os games, filmes, literatura e pesquisadores da área. Para conferir, acesse o canal do Arise no Youtube.
2. Cursos: O site disponibiliza alguns cursos completos como Arqueologia em Realidade Aumentada: do artefato 3D à interação,[32] Arqueologia dos Jogos: Escavando a Cultura Material na Era do Atari[33]
3. Criação de aplicativo em Realidade Aumentada: Arqueologia R. A. – Grupos pré-coloniais de Santa Catarina[34] e dos arqueojogos Sambaquis: uma História antes do Brasil[35] e o protótipo do Aventura Antártica: arqueologia no continente gelado.[36]

### GEAGT
O Grupo de Estudos em Arqueologia, Geociências e Tecnologias (GEAGT) é um grupo de estudos vinculado ao departamento de Arqueologia da Universidade Federal de Pernambuco e  "tem como objetivo a pesquisa de forma sistêmica dos contextos arqueológicos no Nordeste do Brasil relacionados à dinâmica ambiental contemporânea e pretérita. Sendo assim, o GEAGT visa estabelecer o uso da investigação de caráter empírico, fazendo o uso de técnicas interseccionais à arqueologia, geociências e tecnologias da informação. Esse arcabouço teórico, metodológico e técnico é direcionado para a resolução de problemas pertinentes a temas arqueológicos tais como: evolução das condições de deposição sedimentar em contextos arqueológicos, compreensão dos fatores formativos dos sítios arqueológicos, processos pós-deposicionais, análises de padrões de assentamentos, dispersão de grupos humanos pré-históricos, compreensão de dinâmicas paleoambientais associadas a sítios arqueológicos, além de criação de modelos tridimensionais e ambientes virtuais de interesse arqueológico." Dentro do grupo existe um projeto de extensão intitulado Arqueo3D' que tem como objetivo criar modelos tridimensionais de sítios arqueológicos e artefatos a fim de disseminar o conhecimento arqueológico.

## Associações

### CAA BR
A Computer Applications and Quantitative Methods in Archaeology - Brasil (CAA BR), em português, "Aplicações Informáticas e Métodos Quantitativos em Arqueologia – Capítulo Brasil", é uma organização que possui como fundamentos: "reunir arqueólogos, matemáticos, cientistas da computação, engenheiros, pesquisadores, profissionais, estudantes e demais interessados em aplicações informáticas e métodos quantitativos em arqueologia digital, em particular aqueles que trabalham no Brasil ou com interesse na pesquisa digital no país: Incentivar a comunicação e a colaboração entre essas disciplinas, interessados e comunidades; Proporcionar um espaço para a apresentação e discussão de avanços atuais e futuros em aplicações informáticas e métodos quantitativos em arqueologia; Promover os objetivos e interesses da ‘CAA International’ no Brasil."